# Chalet de montagne de la Grange de Holle

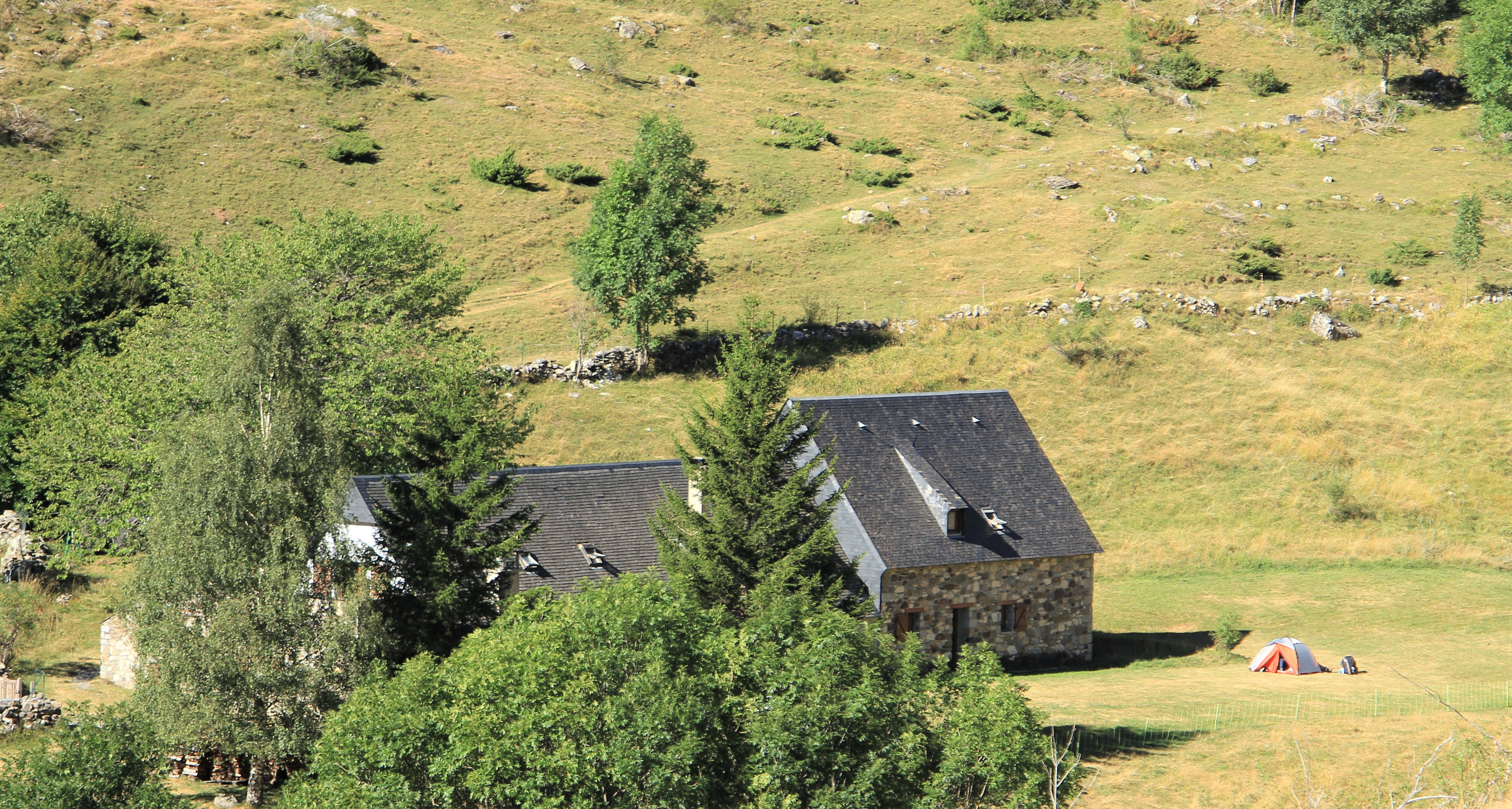
Le refuge en 2023.

Le chalet de montagne de la Grange de Holle est un refuge gardé à proximité du cirque de Gavarnie, site inscrit au Patrimoine mondial de l’humanité. Facile d'accès en partie basse de la vallée des Espécières, ce chalet surplombe le gave d'Ossoue sur le territoire de la commune de Gavarnie-Gèdre dans le département des Hautes-Pyrénées à 1 495 m d'altitude.

## Histoire
Le chalet de la Grange de Holle est aménagé en 1978 dans une ancienne bergerie sous forme de refuge gardé avec 62 couchages, géré par la section de Lourdes-Cauterets du Club alpin, plus tard Club alpin de Lourdes-Cauterets. En 2006, il est organisé et agencé en base d'activité, permettant la tenue des stages fédéraux (alpinisme, cartographie, métiers en milieu montagnard...) et des activités des clubs alpins régionaux.

## Caractéristiques
C'est un refuge gardé toute l'année sauf en avril, en novembre et jusqu'à Noël inclus. Il est géré par le Club alpin de Lourdes-Cauterets, membre de la Fédération française des clubs alpins et de montagne. Il offre 62 places et une aire de bivouac.

## Accès
Il est à proximité immédiate de la route départementale 923 qui conduit au col de Tentes (2 207 m), sous le promontoire du Turon de Holle qui accueille la statue de Notre-Dame-des-Neiges. Le refuge constitue une étape pour le GR 10 sur lequel il se trouve.

## Activités
Dans le périmètre de la station de Gavarnie-Gèdre, le refuge est une base pour diverses activités en montagne selon la saison (sports d'hiver, escalade, randonnée...)

## Particularités
Une salle de réunion peut accueillir 30 personnes.